# Liberato Weiss
Liberato (al secolo Johannes Laurentius) Weiss (Konnersreuth, 4 gennaio 1675 – Gondar, 3 marzo 1716) è stato un presbitero francescano tedesco, missionario in Etiopia dove subì la lapidazione insieme con i confratelli Samuele Marzorati e Michele Pio Fasoli. È stato dichiarato martire e beatificato da papa Giovanni Paolo II nel 1988.
Il suo elogio si legge nel Martirologio romano al 3 marzo.